# ザ・シングルス (ダニー・ミノーグのアルバム)
『ザ・シングルス』（The Singles）は、1998年にリリースされたダニー・ミノーグのベスト・アルバム。発売元はマッシュルーム・レコード。

## 解説
初のベスト・アルバム、オーストラリア限定で発売された。リミックス・ベスト『ザ・リミキシーズ』と同時発売。
翌年にはミュージック・ビデオを収録した『ザ・ビデオズ』がVHSで発売された。

## 収録曲
| #   | タイトル                                 | 作詞 | 作曲・編曲 |
| --- | ---------------------------------------- | ---- | ---------- |
| 1.  | 「ラヴ&キッス」                          |      |            |
| 2.  | 「サクセス」                             |      |            |
| 3.  | 「ジャンプ・トゥ・ザ・ビート」           |      |            |
| 4.  | 「ベイビー・ラヴ」                       |      |            |
| 5.  | 「胸にジンジン」                         |      |            |
| 6.  | 「ショウ・ユー・ザ・ウェイ・トゥ・ゴー」 |      |            |
| 7.  | 「ラヴズ・オン・エヴリ・コーナー」       |      |            |
| 8.  | 「ディス・イズ・イット」                 |      |            |
| 9.  | 「ディス・イズ・ザ・ウェイ」             |      |            |
| 10. | 「ゲット・イントゥ・ユー」               |      |            |
| 11. | 「オール・アイ・ワナ・ドゥ」             |      |            |
| 12. | 「エヴリシング・アイ・ウォンテッド」     |      |            |
| 13. | 「ディスリメンブランス」                 |      |            |
| 14. | 「ココナッツ」                           |      |            |